# Rejsen til Melonia
Rejsen til Melonia (originaltitel: Resan till Melonia) er en svensk-norsk animeret eventyr- og fantasyfilm fra 1989 instrueret af Per Åhlin. Filmen er en fantasiversion af William Shakespeares kendte skuespil fra 1600-tallet Stormen. 

## Svenske stemmer
- Allan Edwall - Prospero
- Robyn - Miranda
- Olle Sarri - Ferdinand
- Tomas von Brömssen - Ariel
- Ernst Günther - Caliban
- Jan-Olof Strandberg - William
- Ingvar Kjellson - Julgransfot
- Eva Rydberg - Kockan
- Jan Blomberg - Slug
- Hans Alfredson - Slagg
- Nils Eklund - Rorsman

## Danske stemmer[1]
- Thomas Eje - Caliban
- Preben Kristensen - William
- Arne Hansen - øvrig medvirkende
- Grethe Sønck - øvrig medvirkende
- Henning Jensen - øvrig medvirkende
- Jan Monrad - øvrig medvirkende
- Kurt Ravn - øvrig medvirkende
- Michel Belli - øvrig medvirkende
- Natasja Belli - øvrig medvirkende
- Olaf Nielsen - øvrig medvirkende
- Søren Rislund - øvrig medvirkende